# Circé offrant la coupe à Ulysse
Circé offrant la coupe à Ulysse est un tableau réalisé par le peintre préraphaélite John William Waterhouse en 1891. Il mesure 149 × 92 cm.
Il représente une scène de la mythologie grecque tirée de l’Odyssée d'Homère dans laquelle la magicienne Circé offre à Ulysse une coupe contenant une potion avec laquelle elle cherche à l'envoûter. L'un des compagnons d'Ulysse transformé en pourceau se trouve au pied de la magicienne. Le reflet d'Ulysse peut être vu dans le miroir qui se trouve derrière le trône de Circé.
Le tableau est conservé à la Gallery Oldham à Oldham au Royaume-Uni.